# Ernst Julius Gurlt
Ernst Julius Gurlt (né le 13 septembre 1825 à Berlin et mort le 8 janvier, 1899 à Berlin) est un chirurgien et historien médical prussien.

## Biographie
Ernst Gurlt est un fils du vétérinaire Ernst Friedrich Gurlt (de). Il est lui-même élève de Bernhard von Langenbeck. Après des études de médecine (1844-1848), il obtient son habilitation en chirurgie à Berlin en 1853 et devient professeur associé en 1862. Pendant plus d'une décennie, il est professeur à l'Institut médico-chirurgical Frédéric-Guillaume.
Dans son premier rapport sur les statistiques des anesthésies en 1891, il fait état de 24.625 anesthésies. Son sixième et dernier rapport, en 1897 donne des informations sur les années 1895/96 (29.526 anesthésies) et 1896/97 (32.009 anesthésies). Il demande entre autres si des "accidents malheureux sont survenus pendant et après les anesthésies" (asphyxies et décès). Ces statistiques sont l'une des premières mesures d'assurance qualité  et conduisent à l'utilisation plus fréquente d'éther au lieu de chloroforme.
Son Geschichte der Chirurgie und ihrer Ausübung, publiée en trois volumes en 1898, se limite pour l'essentiel à une "pure analyse du contenu de certains ouvrages". Il travaille sur le livre pendant 15 ans. Il écrit également des articles pour l'Allgemeine Deutsche Biographie. Avec Bernhard von Langenbeck et Theodor Billroth, il édite les Archiv für Klinische Chirurgie, plus tard les Langenbeck's Archives of Surgery (de).
Gurlt est mort en tant que conseiller médical secret le 8 janvier 1899 d'une pneumonie grippale.

## Travaux
- Preussische Pharmakopöe. Berlin 1847
- Beiträge zur vergleichenden pathologischen Anatomie der Gelenkkrankheiten. Berlin 1853
- Handbuch der Lehre von den Knochenbrüchen (2 Bände), (1862–64) Digitalisat: Band 1
- Leitfaden für Operationsübungen am Kadaver und deren Verwerthung beim lebenden Menschen. (1862).
- Zur Geschichte der internationalen und freiwilligen Krankenpflege im Krieg. (1873).
- Die Gelenk-Resectionen nach Schussverletzungen. (1879).
- Biographisches Lexikon der hervorragenden Ärzte aller Zeiten und Völker (de). Online: Band 2 (1884)
- Geschichte der Chirurgie und ihrer Ausübung. Volkschirurgie – Altertum – Mittelalter – Renaissance. 3 Bände, Berlin 1898; Neudruck Olms, Hildesheim 1964; Digitalisat: Band 1; Band 2; Band 3
- Beiträge zu Albert Eulenburgs Real-Encyclopädie der gesammten Heilkunde (de). Erste Auflage.
  - Band 1 (1880) (Digitalisat), S. 248–271: Amputation, Exarticulation
  - Band 4 (1880) (Digitalisat), S. 473–475: Ellenbeuge; S. 475–494: Ellenbogengelenk
  - Band 5 (1881) (Digitalisat), S. 295–308: Finger; S. 421–451: Fussgelenk, Fuss (exclusive Zehen)
  - Band 6 (1881) (Digitalisat), S. 260–281: Handgelenk; S. 596–633: Hüftgelenk
  - Band 7 (1881) (Digitalisat), S. 477–515: Knie; S. 546–622: Krankenpflege; S. 657–684: Künstliche Glieder
  - Band 9 (1881) (Digitalisat), S. 683–692: Oberarm; S. 692–705: Oberkiefer
  - Band 10 (1882) (Digitalisat), S. 3–18: Oberschenkel
  - Band 11 (1882) (Digitalisat), S. 17–22: Polypanarthritis; S. 431–447: Resectionen
  - Band 12 (1882) (Digitalisat), S. 135–143: Schenkelbeuge; S. 183–193: Schlüsselbein; S. 299–307: Schulterblatt; S. 307–333: Schultergelenk
  - Band 14 (1883) (Digitalisat), S. 187–202: Unterkiefer; S. 203–219: Unterschenkel
  - Band 15 (1883) (Digitalisat), S. 62–72: Zehen; S. 128–143 (Nachträge): Becken
- Zweite Auflage.
  - Band 2 (1885) (Digitalisat), S. 28–33: Arthritis deformans